# Stillfrö
Stillfrö (Descurainia sophia) är en växtart i familjen korsblommiga växter.